# Nicholas de Stuteville
Nicholas de Stuteville († zwischen 20. Mai 1217 und 30. März 1218) war ein englischer Adliger und Rebell.

## Herkunft
Nicholas de Stuteville entstammte der anglonormannischen Familie Stuteville. Er war ein jüngerer Sohn von Robert III de Stuteville († 1183) und von dessen Frau Helewise. Nach dem Tod seines älteren Bruders William de Stuteville kamen die Besitzungen der Familie, zu denen Liddell in Cumbria und Cottingham in Yorkshire sowie Besitzungen in Warwickshire gehörten, zunächst in königliche Verwaltung. König Johann Ohneland überließ sie seinem Vertrauten Brian de Lisle, der die Güter rücksichtslos ausbeutete. Erst 1205, als wohl auch Williams minderjähriger Sohn Robert gestorben war, konnte Nicholas das Erbe seines Bruders antreten. Der König verlangte jedoch eine außerordentlich hohe Gebühr von 10.000 Mark von ihm, bevor ihm die Besitzungen übergeben wurden. Da er dieses Geld nicht aufbringen konnte, musste er dem König Knaresborough Castle übergeben.

## Unterstützung der Adelsopposition gegen König Johann Ohneland
Als ab 1213 eine Adelsopposition gegen den König rebellierte, schloss sich Stuteville wie viele andere nordenglische Barone Ostern 1215 den Rebellen in Stamford an. Mit der Anerkennung der Magna Carta 1215 musste der König auch Knaresborough Castle an Stuteville zurückgeben. Stuteville unterstützte aber weiterhin die Rebellen, als es zum offenen Krieg der Barone gegen den König kam. Als Rebell wurde er am 16. Dezember 1215 von Papst Innozenz III. exkommuniziert. Als der schottische König Alexander II. im Sommer 1216 in Cumbria einfiel und im August 1216 Carlisle eroberte, wurde er von Stuteville und zahlreichen weiteren Rittern und Baronen der Grafschaft unterstützt. Anscheinend wurde Stuteville am 20. Mai 1217 in der für die königliche Partei siegreichen Schlacht von Lincoln gefangen genommen. Stuteville geriet in die Gefangenschaft von William Marshal, 1. Earl of Pembroke, des Regenten für den minderjährigen König Heinrich III., der sich ein hohes Lösegeld von ihm erhoffte. Stuteville zahlte über 1000 Mark Lösegeld, doch bevor er freikam, musste er dazu die Güter von Kirby Moorside und Liddel übergeben, die jährliche Einkünfte von £ 200 erbrachten. Er starb aber vermutlich noch vor dem Ende des Kriegs der Barone im September 1217, spätestens vor dem 30. März 1218.

## Ehen und Erbe
Stuteville war anscheinend zweimal verheiratet. Mit seiner ersten Frau, deren Namen nicht bekannt ist, hatte er mindestens zwei Söhne:
- Robert de Stuteville († 1213) ⚭ Sybil de Valognes
- Nicholas (II) de Stuteville II († 1233)

Sein ältester Sohn Robert heiratete um 1200 eine Tochter des schottischen Chamberlains Philip de Valognes. Als Robert bereits 1213 starb, wurde seiner Witwe das ihr zustehende Wittum verweigert.
Vor 1197 heiratete Stuteville in zweiter Ehe Gunnora, die Witwe von Robert de Gant (Haus Gent). Am 25. April 1197 erkannte ihr Cousin William d’Aubigné Gunnoras Anspruch auf einen Teil des Erbes ihres Bruders Ralph d’Aubigny an, wodurch sie Besitzungen in Lincolnshire und Yorkshire erbte. Sein Erbe wurde der minderjähriger Enkel Eustach de Stuteville († 1241), der Sohn seines ältesten Sohns Robert, für den sein Onkel Nicholas II de Stuteville die Verwaltung der Besitzungen übernahm.